# 澳門友誼大橋
澳門友誼大橋（フレンドシップおおはし、中国語：友誼大橋, 新澳氹大橋、ポルトガル語：Ponte de Amizade、英語：Bridge of Friendship）は、マカオにあるマカオ半島とタイパ島を結ぶ橋。

## 概要
1990年6月に着工され、1994年3月に開通した。
嘉楽庇総督大橋に次いで2本目に開通したので新マカオ・タイパ・ブリッジとしても知られている。同区間を結ぶ4つの橋のうち、東から2個目になる。
総距離は4.7キロメートル。

## 関連事項
- 嘉楽庇総督大橋（1974年）
- 西湾大橋（2004年）
- 澳門大橋（中国語版）（2024年）

座標: 北緯22度11分21.54秒 東経113度33分47.50秒 / 北緯22.1893167度 東経113.5631944度